# Paralichthodes algoensis
Paralichthodes algoensis е вид лъчеперка от семейство Pleuronectidae, единствен представител на род Paralichthodes.

## Разпространение
Видът е разпространен в Мозамбик и Южна Африка.